# Hahnstätten
Hahnstätten est une municipalité et chef-lieu du Verbandsgemeinde Hahnstätten, dans l'arrondissement de Rhin-Lahn, en Rhénanie-Palatinat, dans l'ouest de l'Allemagne. Située sur les rives de la rivière Aar, Hahnstätten se situe à environ 10 km au sud de Limburg an der Lahn et à 35 km à l'est de Coblence.

## Références

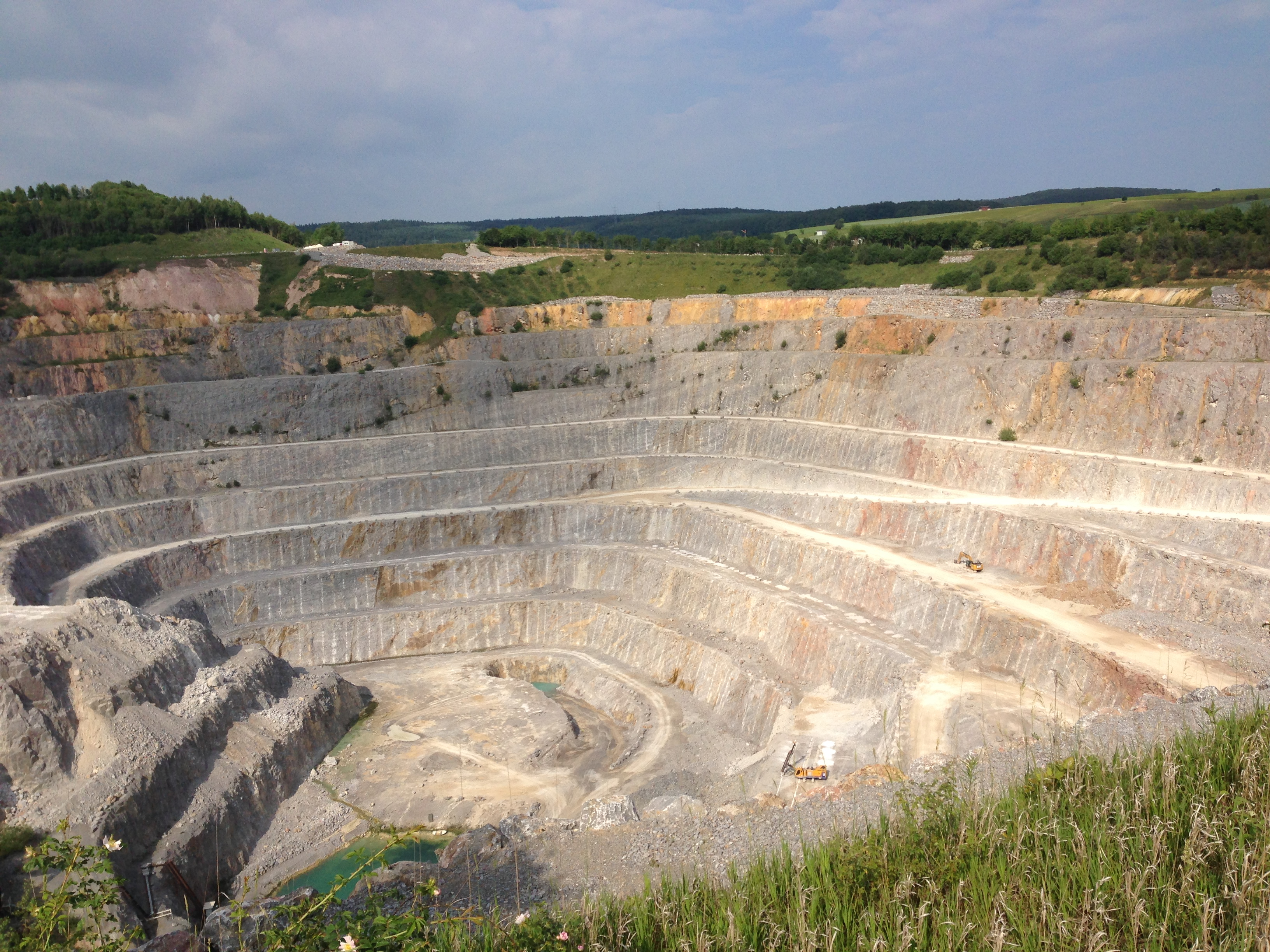
La carrière de calcaire, à l'ouest du village.